# Rodrigo Gerhardt
Rodrigo Eloy Gerhardt (Bahía Blanca, provincia de Buenos Aires, Argentina, 17 de julio de 1996) es un baloncestista profesional argentino que juega en la posición de ala-pívot. Tiene la particularidad de padecer hipoacusia, no pudiendo escuchar sonido alguno a través de su oído izquierdo.

## Trayectoria
Gerhardt comenzó a jugar al baloncesto en el club Bahiense del Norte -con el que se consagró campeón en 2013 del Campeonato Argentino de Clubes Sub-17-, pasando en 2015 a las filas del Pas Piélagos de la Liga Española de Baloncesto Aficionado. Al año siguiente retornó a su país para ingresar al programa de jóvenes talentos de Bahía Basket. Con ese equipo hizo su debut como profesional en la Liga Nacional de Básquet. En 2018 migró a España, donde jugó una temporada con el CEB Llíria, miembro en ese momento de la Liga EBA.
Regresó a la Argentina en 2019 y fichó con el club porteño Ferro. Mientras jugaba para el equipo, comenzó a sentir síntomas de enfermedad en su oído izquierdo. Tras realizarse los estudios pertinentes, le diagnosticaron la presencia de un tumor en el nervio acústico, por lo que tuvo que programar para abril de 2020 una cirugía para extirpárselo. La operación fue exitosa, pero como resultado de su situación perdió completamente la audición en el oído izquierdo, deviniendo legalmente hipoacúsico.  
Pese a todo, Gerhardt siguió jugando profesionalmente, fichando con Rocamora para disputar la temporada 2021 de La Liga Argentina, el torneo profesional de baloncesto de la segunda categoría de la Argentina.
En 2023 jugó en el torneo de Primera División de la Asociación Bahiense de Básquetbol con la camiseta del club Pueyrredón.

### Clubes
| Club               | País      | Año         |
| ------------------ | --------- | ----------- |
| Bahiense del Norte | Argentina | 2014 - 2015 |
| Pas Piélagos       | España    | 2015 - 2016 |
| Weber Bahía        | Argentina | 2016 - 2018 |
| CEB Llíria         | España    | 2018 - 2019 |
| Ferro              | Argentina | 2019 - 2020 |
| Rocamora           | Argentina | 2021        |
| Pueyrredón         | Argentina | 2023        |

## Selección nacional

### Seleccionados juveniles
Gerhardt jugó con el seleccionado argentino de baloncesto sub-18 el Torneo Albert Schweitzer de 2014 y el FIBA Américas Sub-18 que se disputó ese año. Poco después fue convocado para sumarse como miembro al equipo argentino juvenil de 3x3, el cual obtendría la medalla de bronce en los Juegos Olímpicos de la Juventud de Nankín.
Posteriormente integró el combinado argentino que terminó 10° en el Campeonato Mundial de Baloncesto Sub-19 de 2015 y los que, respectivamente, terminaron 8° y 7° en la Universiada de 2017 y 2019. Además fue parte del equipo que obtuvo la medalla de plata en los Juegos FISU Américas de 2018 -siendo el abanderado de la delegación de atletas de la Argentina- y del que obtuvo la medalla de oro en los Juegos Universitarios de Centroamérica y el Caribe de 2019.

### Selección de baloncesto silencioso
En 2021 se incorporó a la selección de baloncesto para sordos de Argentina, apodada popularmente como "Los Topos".